# Jaromír Aust
Jaromír Aust (18. února 1918 Čelákovice – 14. listopadu 1997) byl český a československý politik Komunistické strany Československa a poúnorový poslanec Národního shromáždění ČSR.

## Biografie
Ve volbách roku 1954 byl zvolen do Národního shromáždění za KSČ ve volebním obvodu Liberec. V parlamentu zasedal do konce funkčního období, tedy do voleb roku 1960. K roku 1954 se profesně uvádí jako plukovník ČSLA.